# NGC 1232
NGC 1232 је спирална галаксија у сазвежђу Еридан која се налази на NGC листи објеката дубоког неба.
Деклинација објекта је - 20° 34' 45" а ректасцензија 3h 9m 45,3s. Привидна величина (магнитуда) објекта NGC 1232 износи 9,8 а фотографска магнитуда 10,5. Налази се на удаљености од 18,768 милиона парсека од Сунца. NGC 1232 је још познат и под ознакама ESO 547-14, MCG -4-8-32, ARP 41, PGC 11819.